# Francisco González (músico)
Francisco González (Santiago, 23 de septiembre de 1972) es un músico chileno.

## Biografía
Realizó sus estudios en la Universidad de Chile, donde se inició como baterista en la banda Kitsch. En 1991, formó Lucybell junto con Claudio Valenzuela (voz y guitarra), Marcelo Muñoz (bajo) y Gabriel Vigliensoni (teclado). Con esta banda, grabó los discos Peces (1995), Viajar (1996), Lucybell (1998), Amanece (2000), Sesión Futura (2001) y Lúmina (2004) —en este último álbum, participó como multiinstrumentista, además de interpretar tres canciones—.
También realizó un disco solista, Óvalo (2002), donde experimentó con sonidos y bases electrónicas.
En mayo de 2005, después de pertenecer durante 14 años a Lucybell, abandonó la banda debido a que el nuevo cauce de búsqueda musical era incompatible con la masiva promoción de Lucybell, siendo remplazado por José Miguel Foncea (exbaterista de Dracma).
En 2006, ya como solista, lanzó Mi propia luz, primer disco en el cual no cruza lazos alguno con Lucybell. En 2007, se presentó en La cumbre del rock chileno.

## Discografía

### Con Lucybell
- Peces, 1995.
- Mataz EP, 1996.
- Viajar, 1996.
- Lucybell, 1998.
- Amanece, 2000.
- Sesión futura, 2001.
- Sálvame la vida EP, 2003.
- Lúmina, 2004.
- Lúmina 2.0, 2005.

### En solitario
- Óvalo, 2002.
- Mi propia luz, 2006.
- Laberinto, 2008.
- Aquí, ahora!, 2010.
- Alma Púrpura, 2016.